# Trachyzelotes
Trachyzelotes es un género de arañas araneomorfas de la familia Gnaphosidae. Se encuentra en las zonas holártica, Sudamérica, África y Oceanía.

## Lista de especies
Según The World Spider Catalog 12.0:
- Trachyzelotes adriaticus (Caporiacco, 1951)
- Trachyzelotes baiyuensis Xu, 1991
- Trachyzelotes barbatus (L. Koch, 1866)
- Trachyzelotes bardiae (Caporiacco, 1928)
- Trachyzelotes chybyndensis Tuneva & Esyunin, 2002
- Trachyzelotes cumensis (Ponomarev, 1979)
- Trachyzelotes fuscipes (L. Koch, 1866)
- Trachyzelotes glossus (Strand, 1915)
- Trachyzelotes holosericeus (Simon, 1878)
- Trachyzelotes huberti Platnick & Murphy, 1984
- Trachyzelotes jaxartensis (Kroneberg, 1875)
- Trachyzelotes kulczynskii (Bösenberg, 1902)
- Trachyzelotes lyonneti (Audouin, 1826)
- Trachyzelotes malkini Platnick & Murphy, 1984
- Trachyzelotes miniglossus Levy, 2009
- Trachyzelotes minutus Crespo, 2010
- Trachyzelotes mutabilis (Simon, 1878)
- Trachyzelotes pedestris (C. L. Koch, 1837)
- Trachyzelotes ravidus (L. Koch, 1875)
- Trachyzelotes stubbsi Platnick & Murphy, 1984